# Rebeka Zadig
Rebeka Zadig (rođena 27. jula 1982) pevačica je švedskog porekla.
Rebekine najpoznatije pesme su:
| Year | Pesma | Album | SE | GER | DK | SW | FI |
| ---- | ----- | ----- | -- | --- | -- | -- | -- |
| 2005 |       |       | 2  | 29  | -  | 42 | 15 |
| 2004 |       |       | 3  | -   | -  | -  | 8  |